# Fierea pământului
Fierea pământului (Marchantia polymorpha) este o specie comună printre pietre în locuri umede. Este o specie dioică.

## Caracteristici
Gametofitul este reprezentat de un tal ce se fixează de substrat prin rizoizi unicelulari. El este ramificat dihotomic.
Organele de reproducere sexuată sunt arhegoanele și anteridiile. Ele se formează pe indivizi diferiți (specie dioică). Arhegoanele și anteridiile au locuri de formare bine determinate, la extremitatea unor porțiuni de tal specializat. Aceste zone specializate poartă denumirea de arhegoniofori (aici se formează arhegoanele) și anteridiofori (unde se formeză anteridiile).
Reproducerea asexuată se realizează prin propagule.
Fierea pământului face parte din categoria mușchilor inferiori, trăind doar în zone tot timpul umede.